# Nome di anno
Il nome di anno è una formula di datazione mesopotamica, che rinvia all'usanza sumera di individuare ciascun anno di regno in base ad un'impresa o ad un evento particolarmente rilevante. Il sistema dei nomi di anno, accanto ad altri metodi, fu in uso in Mesopotamia per circa 1000 anni, tra la metà del III millennio e la metà del II millennio a.C.
Un tipico nome di anno consisteva in una frase che ricordava un certo evento ("L'anno in cui successe l'evento x" o "L'anno successivo all'anno in cui successe l'evento y"). Era l'autorità reale a decidere il nome di anno. Tra gli eventi scelti dai sovrani per identificare gli anni erano soprattutto le campagne militari, ma anche la costruzione o la ristrutturazione di mura o templi, lo scavo di canali, l'entrata in carica di sacerdoti o sacerdotesse (entum), la donazione di oggetti di culto e più raramente i matrimoni dinastici. Per lo più, ciascun anno era identificato da un evento occorso nell'anno precedente.
Buona parte della moderna ricostruzione evenemenziale della storia del Vicino Oriente antico si deve alle liste di nomi di anno (a Babilonia) o dei limmu (funzionari eponimi assiri), che gli scribi preparavano per gli archivi reali. Queste due forme di datazione appartengono alla tipologia della datazione secondo il nome, che, insieme alla datazione secondo il numero (anno di intronizzazione), compongono l'insieme dei modi in cui le popolazioni mesopotamiche individuavano gli anni. Tra le forme di datazione mesopotamiche quella del nome di anno è la più antica.
L'espressione "nome di anno" (year-name in inglese; nom d'année in francese) è una moderna elaborazione degli storici, che non corrisponde al modo di intendere la cosa degli antichi, i quali non utilizzavano il termine šumum ('nome proprio'), ma piuttosto nîbum ('designazione').

## Storia
Verso la fine del Periodo Protodinastico III, ad esempio a Lagash, Umma, Zabalam, apparve anche l'uso di nominare gli anni in base all'anno di intronizzazione ("anno x del regno di y"), con particolare riferimento all'ensi di Umma. Negli stessi anni, questo sistema venne presto abbandonato in favore del sistema dei nomi di anno. Tale usanza, sorta con il re Lugalkiginedudu, all'inizio fu adottata solo sporadicamente, ma divenne l'uso ufficiale con i sovrani dell'Impero di Akkad (tanto in accadico quanto in sumero), della Terza dinastia di Ur e del Periodo paleo-babilonese. In età pre-sargonica (cioè prima dell'avvento di Sargon di Akkad, primo re della dinastia accadica), vigevano dunque, l'uno accanto all'altro, diversi sistemi di datazione: anno di intronizzazione, nome di anno e forse anche l'eponimia.
In età paleo-babilonese si ricorse talvolta anche al sistema di attribuire un nome ad un dato anno per poi numerare i successivi in base a quello. Questa datazione per ere fu inaugurata da Rim-Sin, re di Larsa, che individuò nella distruzione di Isin, occorsa nel trentesimo anno del suo regno (1792 a.C., secondo la cronologia media), un evento così importante da datare quell'anno e i trenta successivi in base a quella vittoria (il suo sessantesimo anno di regno era dunque chiamato il trentunesimo dalla distruzione di Isin).
Il sistema dei nomi di anno rimase in uso fino al 1500 a.C. circa, quando la Dinastia cassita di Babilonia optò per un sistema diverso, che contava dalla salita al trono del nuovo re (tale uso fu inaugurato da Kadashman-Enlil I). Tale sistema teneva in considerazione come inizio del conteggio il primo capodanno, mentre il periodo tra questa data e la morte del re precedente era indicato come anno di accesso (accession year, nella terminologia di Horsnell). L'anno di regno ufficiale (official accession, in Horsnell) era contato a partire dalla primavera in Babilonia o dall'autunno in Assiria. C'era dunque un "anno zero" di regno (l'anno di accesso) e un anno uno, il primo ufficiale. L'anno di accesso del nuovo re coincideva con l'ultimo anno di regno del precedente re.
Il sistema cassita rimase in uso fino al 280 a.C., quando, con i Seleucidi e poi i Parti, la datazione per ere divenne lo standard che è ancora oggi.

## Caratteristiche
I nomi di anno venivano posti o nel corpo di un testo, qualora ci si riferisse ad un certo evento e si intendesse datarlo, o alla fine delle tavolette che registravano le attività economiche, in modo da datare il documento.
L'evento identificativo dell'anno poteva essere occorso nell'anno stesso o nell'anno precedente (e questo era il caso più normale). Così, ad esempio, la distruzione di Mari da parte di Sargon di Akkad fu usato come evento distintivo dell'anno successivo. Questo sfasamento accadeva perché, alla fine dell'anno, la cancelleria reale indicava alle città di provincia il nome dell'anno in arrivo, utilizzando appunto eventi dell'anno prossimo alla fine. Era perciò possibile che un nome di anno che recitasse "L'anno che X divenne re" (come poteva accadere tra i Cassiti, che per il resto erano soliti contare dall'intronizzazione) si riferisse al primo anno completo di regno o al secondo. L'invio alle province di tavolette ufficiali con il nome di anno è assimilabile ad una vera e propria promulgazione.
I nomi di anno, scritti per lo più in sumero e più raramente in accadico, erano formule piuttosto lunghe. Per questa ragione, gli scribi, nell'uso quotidiano, le abbreviavano. Diversi nomi di anno sono giunti solo nella versione abbreviata.

## Le liste di date
Nelle scuole scribali si usava raccogliere liste più o meno complete delle versioni abbreviate dei nomi di anno: tali liste erano essenziali per ordinare correttamente la successione cronologica delle formule e per assicurare la fedeltà delle copie al dettato originale. Le liste di nomi di anno servivano anche a dirimere contese private, dato che i documenti che attestavano le varie transazioni (trasferimento di titoli di proprietà, divisioni di beni tra eredi ecc.) erano appunto datati con queste formule.
Di alcuni nomi di anno esistono versioni non canoniche, sviluppate dagli scribi con variazioni talvolta emblematiche. Ciò rende talvolta difficoltosa la corretta individuazione del nome di anno. I nomi di anno del tardo periodo paleo-babilonese finirono per indicare sistematicamente il nome del re all'inizio della formula, diversamente dalle formule più antiche: è assai probabile che questo uso si sia sviluppato per favorire l'ordinamento di una massa di nomi di anno sempre più imponente.
I nomi di anno e le liste di date (o "liste di anni") sono una importantissima fonte per gli storici della Mesopotamia e del Vicino Oriente antico in generale: tali formule, infatti, attestano numerosissimi eventi politico-militari altrimenti sconosciuti e agevolano il calcolo degli anni di regno dei vari monarchi. Queste liste sono ritenute particolarmente affidabili, almeno per il periodo precedente al 1600 a.C., e consentono di emendare alcuni passaggi controversi delle liste reali. Non esistono però liste di date relative ai re minori, con alcune eccezioni, tra cui la città di Eshnunna.
Le liste concorsero alla redazione delle liste reali (ad esempio, la Lista reale sumerica e la Lista reale babilonese). Se vi sono discrepanze tra nomi di anno e liste reali, i primi risultano in genere più affidabili delle seconde. Di solito, la discrepanza assomma a un anno. Ad esempio, se per la Lista reale sumerica l'ultimo sovrano di Ur III, Ibbi-Sin, regnò 25 anni, dai suoi nomi di anno si ricava un totale di 24 anni. I re di Larsa Gungunum e Warad-Sin regnarono rispettivamente 27 e 12 anni secondo la Lista reale di Larsa, mentre stando ai loro nomi di anno il primo regnò 28 anni e il secondo 13. Ancora, Rim-Sin, re di Larsa, regnò 61 anni secondo la lista reale e 60 stando ai suoi nomi di anno.
Importanti sono le liste di date relative alla Prima dinastia di Babilonia (o Dinastia amorrea), la cui cronologia ci è peraltro nota attraverso i dati forniti dalla Lista reale B (di epoca neo-babilonese). Tali liste di date sono talvolta complete per un dato re, talvolta relative solo ad un certo periodo di regno di un dato re, talaltra a più re. Il più completo testo di questo genere è la Lista di date A: prodotta durante il 16º anno di regno di Ammi-saduqa, essa giunge alla fine del regno di Samsu-iluna, settimo re della dinastia e figlio di Hammurabi. La Lista di date F è più breve (va da Hammurabi al 17º anno di regno di Ammi-saduqa) e la Lista di date B ancora più breve (da Hammurabi al 10º anno di regno di Ammi-saduqa).
Il più lungo nome di anno conosciuto occupa 17 righe e proviene dalla Lista di date O (anch'essa paleo-babilonese), in cui lo scriba, diversamente dal solito, sembra aver voluto raccogliere le formule complete di un certo periodo piuttosto che quelle abbreviate.
Nel caso che un anno non presentasse alcun evento significativo, si utilizzava la formula mu ús-sa, cioè "l'anno che segue l'anno". Questo genere di nome di anno è anche quello che contiene più insidie per gli storici moderni ed era fonte di errore già per gli antichi. Horsnell li chiama "anni provvisori" (provisional years), perché venivano usati fino al momento in cui veniva deciso il nome di anno definitivo. Peraltro, le liste di date non includono le formule mu ús-sa e quindi non contribuiscono a risolvere eventuali dubbi.

## Esempi
Un importante esempio di nome di anno è quello del re accadico Shar-kali-sharri (RTC 118 rev., ricostruito sulla base di nomi di anno dello stesso re, RTC 86, 87 e 124). In esso il re celebra una vittoria su una popolazione dei Monti Zagros, i Gutei, e sul loro re, Sharlak (Sarlag). Nello stesso testo, il re accadico dichiara di aver promosso la costruzione di due templi nella città di Babilonia, uno per Anunitum, l'altro per Ilaba. Il nome di anno recita così: "L'anno in cui Shar-kali-sharri pose [le fondamenta] [del] tempio di Anunitum [e del] tempio di Ilaba a Babilonia, e in cui sconfisse Sharlak, re di Gutium".
šar-kà-lí-šàr-ri

[uš-šì bī]t an-nu-ni-tim

[ù bī]t ìl-a-ba4

in KÁ.DINGIRki

iš-ku-nu

ù mšar-la-ak

šarri gu5-ti-imki

ik-mi-ù»
(RTC 118 nella traslitterazione di Ignace Jay Gelb, pubblicata in Lambert, p. 71.)
Questo nome di anno è la più antica menzione pervenutaci della città di Babilonia, nel testo indicata come KÁ.DINGIRki, che sarà poi una delle forme più comuni di scrittura del nome della città.
Un altro esempio è il nome del 30º anno di regno del re paleo-babilonese Hammurabi, che recitava così:
Il testo in accadico babilonese può essere così tradotto: "L'anno in cui il re Hammurabi, potente, prediletto di Marduk, con il supremo potere dei grandi dèi, allontanò l'armata dell'Elam, che si era raccolta ai confini e giunta in massa da Markhashi, Subartu, Gutium, Eshnunna e Malgium, e avendola sconfitta in una campagna, consolidò le fondamenta di Sumer e Akkad".